# Redes Energéticas Nacionais
REN – Redes Energéticas Nacionais är ett portugisiskt företag	
som distribuerar el och naturgas till hushåll och företag.	
Huvudkontoret ligger i Lissabon.	
Företagets aktie är noterad på Euronext Lisbon och ingår i PSI-20.